# Avalon (Georgia)
Avalon – miasto w Stanach Zjednoczonych, w stanie Georgia, w hrabstwie Stephens.